# Sectoria
Sectoria és un gènere de peixos de la família dels balitòrids i de l'ordre dels cipriniformes.

## Distribució geogràfica
Es troba a Àsia: Laos, la Xina i la conca del riu Chao Phraya a Tailàndia.

## Taxonomia
- Sectoria atriceps (Smith, 1945)[7]
- Sectoria heterognathos (Chen, 1999)[8]

## Estat de conservació
Tant Sectoria atriceps com Sectoria heterognathos apareixen a la Llista Vermella de la UICN.